# Röd havssugga
Röd havssugga (Scorpaena loppei) är en fiskart som beskrevs av Cadenat, 1943. Röd havssugga ingår i släktet Scorpaena och familjen Scorpaenidae. Inga underarter finns listade i Catalogue of Life.